# Soleil (film)
Pour les articles homonymes, voir Soleil (homonymie).
Pour plus de détails, voir Fiche technique et Distribution.
Soleil est un film franco-germano-italien réalisé par Roger Hanin, sorti en 1997.

## Synopsis
Un cardiologue, victime d'une attaque cardiaque au soir de sa vie, revoit défiler la vie de l'enfant juif qu'il était à Alger en 1942, avec ce que cela comporte de privations et d'humiliations (le renvoi des enfants juifs du lycée Bugeaud…), mais aussi de joies, de découvertes de l'adolescence et de l'amour d'une mère admirable…
Cette adolescence, Roger Hanin la connaît bien. Elle est inspirée par la sienne, selon ses propres dires : « C'est un peu mon histoire, mais tout est embelli par rapport à ce que j'ai vécu ».

## Fiche technique
- Réalisation et scénario : Roger Hanin
- Musique : Vladimir Cosma
- Photographie : Robert Alazraki
- Montage : Hélène de Luze
- Décors : Jacques Bufnoir
- Costumes : Agnès Nègre
- Production : Christine Gouze-Rénal
  - Production exécutive : Samy Layani
  - Direction de production : Mourad Ismaël et Philippe Verro
- Pays de production :  France,  Italie,  Allemagne
- Lieux de tournage : Casablanca, Paris
- Format : couleur, 1,85:1
- Durée : 104 minutes
- Genre : drame
- Sociétés de production : France 2 Cinéma, Iduna Film Produktiongesellschaft, Medusa Produzione, Progéfi
- Date de sortie : France : 11 juin 1997

## Distribution
- Philippe Noiret : Joseph Lévy
- Sophia Loren : Maman Lévy
- Roger Hanin : Prof. Meyer Lévy
- Michel Creton : Commissaire Vermorel
- Marianne Sägebrecht : Tata Jeannette
- Roger Dumas : M. Muraton
- Josiane Stoléru : Cousine Esther
- Attica Guedj : Madame Schwarzkopff
- Amidou : Mokzar
- Élisa Tovati : Mounette
- Nicolas Olczyk : Meyer, à 12 ans
- Aurélien Wiik : Pierrot
- Salomé Stévenin : Annie
- Julia Maraval : Sarah
- Amar Ioudarene : Dédé Elkoubi
- Bruno Sanches : Jeannot Vincenti

## Production

### Lieux de tournage
Le film a été tourné :
- Au Maroc
  - Casablanca